# Delia repens
Delia repens este o specie de muște din genul Delia, familia Anthomyiidae, descrisă de Ackland în anul 1967.
Este endemică în Nepal. Conform Catalogue of Life specia Delia repens nu are subspecii cunoscute.